# دوچرخه‌سواری کاربردی
دوچرخه سواری کاربردی شامل هر نوع سبک دوچرخه سواری می‌شود که در اصل به جهت تقویت اندام، تفریح مثل گشت و گذار با دوچرخه یا ورزش مثل مسابقه دوچرخه سواری انجام نمی‌شود بلکه تنها وسیله‌ای برای حمل نقل است.

## نمای کلی
دوچرخه سواری کاربردی یا «حمل ونقلی» معمولاً شامل سفر در مسافت‌های کوتاه یا متوسط (چند کیلومتر، معمولاً یک مسیر
۳-۱۵ کیلومتری یا اندکی بیشتر) می‌شود که اغلب در محیط شهری انجام گشته و شامل سفر به محل کار، دبیرستان یا کالج، کارهای روزانه، انتقال کالا و خدمات می‌شود. دوچرخه‌های پیک در شهرها، خصیصه‌ای معمول هستند و دوچرخه‌های باربر ابن توانایی را دارند که با وانت یا ون رقابت کنند. به خصوص وقتی که نیاز به حمل تعداد زیادی بار کوچک به ویژه در مناطق شلوغ است. دوچرخه‌های تاکسی هم می‌توانند سرویس عمومی حمل ونقلی مانند اتوبوس و اتومبیل‌های تاکسی فراهم کنند.
گمان بر این است که دوچرخه سواری کاربردی چندین سود اجتماعی و اقتصادی به همراه دارد. سیاست‌هایی که دوچرخه سواری کاربردی را تشویق می‌کنند، به دلایل ذیل پیشنهاد و اجرا شده‌اند: بهبود سلامت عمومی،  سلامت فردی و سود کارکنان کاهش تراکم ترافیک و آلودگی هوا،  بهبود ایمنی حمل ونقل جاده‌ای،  بهبود کیفیت زندگی،  بهبود تحرک و شمول اجتماعی، و مفید برای رشد کودک.
تنها در شهر پکن چین، تخمین زده می‌شود که ۴ میلیون دوچرخه استفاده می‌شود (تخمین زده شده بود که در اوایل دههٔ ۱۹۸۰ تقریباً ۵۰۰ میلیون دوچرخه در چین وجود داشت)  در سال ۲۰۰۰، تقریباً ۸۰ میلیون دوچرخه در ژاپن وجود داشت که مسئول ٪ ۱۷ از رفت و آمدها به محل کار یا تحصیل توسط آن‌ها صورت می‌گرفت، و در هلند، ٪۲۷ از سفرها با دوچرخه انجام می‌شود.

## دوچرخه و تجهیزات دوچرخه سوار
دوچرخه‌های کاربردی مشخصه‌های استاندارد متعددی دارند که راحتی و سودمندی آن‌ها را بهبود می‌بخشد. محافظ‌های زنجیر و گلگیرها، لباس‌ها و قسمت‌های در حرکت را از پاشیدن روغن و گل و لای محافظت می‌کند. تکیه گاه‌ها به پارک کردن کمک می‌کنند. سبد نصب شدهٔ فلزی برای حمل اشیاء کاربرد دارد. باربند عقبی می‌تواند برای حمل اشیائی مثل کوله مدرسه به کار رود. سبدهای صندوقی وسیله مخصوصی برای حمل و نقل اشیاء است (شامل کیسه‌های ضد آب) که برای خرید رفتن مفید هستند. والدین گاهی از صندلی کودک نصب شده در عقب و/با صندلی بغلی برای حمل و نقل بچه‌ها استفاده می‌کنند. انواع اتاق‌های متصل شونده به عقب می‌تواند برای افزایش ظرفیت حمل و نقل یدک کشیده شود. در بسیاری از قلمروهای قانونی دوچرخه‌ها باید به زنگ، آینه و چراغ جلو و عقب مجهز باشند.
استفاده از کمربندها یا بازو بندهای نورافشان در روز یا شب رنگ در شب توسط دوچرخه سوار می‌تواند به بهتر دیده شدنش کمک کند، اگرچه این‌ها جایگزین قانونی برای سیستم چراغ‌ها نیستند. یک گزارش در مورد بهبود دوچرخه سواری و پیاده‌روی (هیدن و همکاران، ۱۹99) که ایمنی لباس پوشیدن و تجهیزات را مورد بررسی قرار می‌دهد این‌گونه شروع می‌کند «شکی وجود ندارد که شب رنگ‌های عابرین و کلاه ایمنی دوچرخه سواران خطر آسیب را در آن‌ها به میزان قابل توجهی کاهش می‌دهد.»  چرخ دنده محافظ باران خصوصاً در کشورهایی که میزان بارندگی زیادی دارند یکی از ملزومات دوچرخه هاست.

## عواملی که میزان دوچرخه سواری کاربردی را تحت تأثیر قرار می‌دهند
عوامل مختلف و متعددی میزان دوچرخه سواری کاربردی را تحت تأثیر قرار می‌دهند. در کشورهای در حال توسعه، دوچرخه سواری کاربردی زیاد دیده می‌شود زیرا دوچرخه ارزان‌ترین وسیله حمل و نقلی است که در اختیار بیشتر مردم قرار دارد. در کشورهای ثروتمندتر که مردم می‌توانند از بین ترکیب متنوعی ار انواع حمل و نقل انتخاب کنند، کنش‌های پیچیده‌ای از سایر عوامل میزان استفاده از دوچرخه را تعیین می‌کند.
عواملی که میزان دوچرخه سواری را تحت تأثیر قرار می‌دهند از این قرارند: شهرسازی (شامل کیفیت زیرساخت‌ها: مناسب برای دوچرخه سواری در مقابل نامناسب برای دوچرخه سواری)، امکانات انتهای راه (مخصوصا محل پارک)، سیاست خورده فروشی، تشویق عموم به استفاده از دوچرخه، کاربردی با سایر مدل‌های حمل و نقل، آموزش دوچرخه سواری، نوع زمین (تپه‌ای در مقابل مسطح) و آب و هوا. در کشورهای توسعه یافته دوچرخه سواری باید با سایر مدل‌های حمل و نقل مثل ماشین‌های شخصی، حمل و نقل عمومی و پیاده‌روی رقابت کند. لذا میزان دوچرخه سواری تنها تحت تأثیر جذابیت آن نیست، بلکه به میزان جذابیت مدل‌های رقابتی نیزبستگی دارد.
در کشورهای توسعه یافته که میزان دوچرخه سواری کاربردی در آن‌ها بالاست، دوچرخه سوارن عموماً مسیرهای کوتاهی را طی می‌کنند. بر اساس اطلاعات آماری ایرلند در سال ۱۹۹۶، بیشتر از ۵۵٪ از کارگران دوچرخه سوار ۳ مایل (۴٫۸ کیلومتر) و کمتر، ۲۷٪ از آن‌ها ۵ مایل (۸ کیلومتر) و کمتر و تنها ۱۷٪ بیشتر از ۵ مایل در مسیرهای روزانه شان رکاب زده بودند. این بحث وجود دارد که عواملی که مستقیما طول با زمان طی مسیر را تحت تأثیر قرار می‌دهند جزء مهم‌ترین عواملی هستند که دوچرخه سواری را به یک وسیله حمل و نقل رقابتی تبدیل می‌کنند. میزان صاحب ماشین بودن نیز می‌تواند تأثیرگذار باشد. در شهر نیویورک بیشتر از نیمی از خانواده‌ها ماشین ندارند (این رقم در منهتن بالاتر است، بیشتر از ۷۵٪)، و پیاده‌روی و دوچرخه سواری ۲۱٪ کل مدل‌های حمل و نقل در شهر را تشکیل می‌دهند.
تصمیماتی که به وسیله سطوح مختلف دولت اتخاذ می‌شود به اندازه گروه‌های محلی، سازمان‌های شهروندی، و کارفرمایان بخش دولتی و خصوصی می‌تواند در چیزی که «انتخاب کیفی» یا «شکاف کیفی» در حمل و نقل روزمره نامیده می‌شود، مؤثر باشد. در بعضی موارد عوامل مختلف ممکن است رفتارهایی را که عمدا انواع مختلف حمل ونقل از جمله دوچرخه سواری را تشویق یا دلسرد می‌کنند اصلاح کند.
لیگ دوچرخه سواران آمریکا ۵ مشخصه برای ارزیابی یک شهر از نظر سازگاری با دوچرخه‌ها طراحی کرده‌است. سرفصل این مشخصه‌ها به قرار زیر است: مهندسی، تشویق، ارزیابی و برنامه‌ریزی، تحصیلات، اجرا.

### شهرسازی
طول مسیر و زمان طی آن از عوامل کلیدی مؤثر در استفاده از دوچرخه هستند. شهرسازی می‌تواند اثر مهمی در این مسئله داشته باشد که مکان‌های مهم از قبیل مدارس، فروشگاه‌ها، دانشگاه‌ها، مراکز درمانی و مسیرهای حمل ونقل عمومی در فواصلی از محل زندگی مردم قرار گیرند که برای دوچرخه سواری مناسب باشند. شکل شهر می‌تواند این مسائل را تحت تأثیر قرار دهد، مدل استقرار مدور و متراکم دوچرخه سواری را افزایش می‌دهد. در مقابل، گسترش کم تراکم و غیر مدور (برای مثال خطی) شهرها به مناطق حاشیه‌ای دوچرخه سواری را کاهش می‌دهد. در سال 1990، هلندی‌ها راهنمای ABC را پذیرفتند، خصوصاً توسعه شهری را به مناطقی محدود کردند که به آسانی برای افرادی که از ماشین استفاده نمی‌کنند قابل دسترسی باشد. مدل‌هایی که شبکه جاده‌ای متراکمی متشکل از خیابان‌های متصل شونده دارند محیط‌های مناسبی برای دوچرخه سواری کاربردی هستند. در مقابل، سایر جوامع ممکن است از مدل‌های بن بستی و مجتع‌سازی استفاده کنند که در آن‌ها خیابان‌های کوچک قطع می‌شوند و تنها به صورت پیشرونده به شاهراه‌ها متصل می‌شوند. در این جوامع دوچرخه سواری ممکن است با استقبال روبرو نشود زیرا مسیرهای انحرافی به دوچرخه سواران تحمیل می‌شود و آن‌ها مجبور به استفاده از شاهراه‌ها می‌شوند که بدون در نظر گرفتن مقصد و دلیل سفر همواره شلوغ و خطرناک است.
شواهدی وجود دارد که افرادی که در چنین جاهایی زندگی می‌کننداضافه وزن بیشتری در مقابل با افرادی که در مناطق که مردم دوچرخه وسواری و پیاده روی می کنند هستند. همچنین گزارش شده‌است که رفت و آمد موتوری اضافه‌ای که چنین جوامعی تولید می‌کنند معمولاً سرانهٔ کلی سوانح را افزایش می‌دهد. طرح‌هایی که ادعای حل تضاد میان بن بست و شبکه به هم پیوستهٔ سنتی مانند "شبکه ذوب شده" را می‌کنند، پیشنهاد و با سطوح متفاوتی از موفقیت ساخته شده‌اند. مسائل ویژه‌ای در رابطه با مشکلات امنیت فردی و نظم عمومی در بعضی از نقشه‌های خانه‌سازی که از اتصالات نوع "کوچه پشتی" استفاده می‌کنند، پدید آمده‌است.

## بازاریابی

### تصویر عمومی دوچرخه سواری
ادراک یک فرد از دوچرخه سواری و انتظاراتش از اینکه اگر در حال دوچرخه سواری دیده شود چه برداشتی از او می‌شود، ممکن است بر تصمیمش در مورد اینکه دوچرخه سواری بکند یا خیر تأثیر بگذارد. در نتیجه دوچرخه سواری می‌تواند به واسطهٔ مصالحی که می خواهند آن را گسترش دهند به‌طور مثبتی عرضه شود. در مقابل، ممکن است مصالح دیگری به دنبال نمایش تصویری منفی از دوچرخه سواری در راستای اهداف خود باشند. در نتیجه مصالح لابی اتومبیل ممکن است در تلاشی برای بهبود وضعیت خود به عنوان اتومبیل ران‌ها، به دنبال تحقیر دوچرخه سوارها باشد. در حوزه‌های دیگر رقابت، چالش بازاریابی یا تبلیغات در هر دو سوی میدان رخ می‌دهد.
نمایش مثبت دوچرخه سواری
دو موضوع در ترویج فرهنگ دوچرخه سواری نفوذ عمده دارند 1) فوایدی برای دوچرخه سوار 2) فوایدی که در صورت انتخاب دوچرخه سواری توسط تعداد بیشتری از مردم، به جامعه و محیط زیست می‌رسد. فوایدی که به دوچرخه سوار می‌رسد معمولاً بر موضوعاتی همچون کاهش زمان رفت و آمد در شرایط شلوغ شهری و سودمندی به سلامتی که دوچرخه سوار از طریق تمرین مرتب به دست می‌آورد تمرکز می‌کند. فواید اجتماعی بر موضوعات محیط عمومی و بهداشت همگانی تمرکز دارد. پیام‌ها وتاکتیک‌های ترویجی می‌تواند شامل :
- صرفه جویی‌های اقتصادی در حمل ونقل
- حفظ قابل پیش‌بینی بودن زمان رفت و آمد؛ در زمان اوج رفت و آمد، دوچرخه سواری می‌تواند سریع‌ترین روش جابجایی در شهر باشد
- کاهش خطر بیماری گرفتگی عروق قلب ( اگر هر روز با سرعت متوسط بیش از یک ربع ساعت استفاده شود ) و در نتیجه بهبود سلامت فردی و همگانی
- استفاده از دوچرخه سواری برای مقابله با بحران چاقی مفرط که به‌طور مداوم کشورهای بیشتری با آن روبرو می‌شوند.
- صرفه جویی اقتصادی برای جامعه در صورتی که بهداشت همگانی ارتقا یابد
- یادآوری فواید سلامتی و کارایی استفاده از دوچرخه به مردم
- کاهش انتشار مواد آسیب زا به خاطر کاهش تعداد افرادی که وسایل حمل و نقل موتوری می‌رانند
- کاهش تقاضا برای سوخت‌های منشا گرفته از نفت
- اثر ایمنی در تعداد، اگر عدهٔ بیشتری دوچرخه سواری کنند
- تفریح
- فواید زیست محیطی

## ورود دوچرخه های اشتراکی  به ایران
احتمالا تمام ما با مفهوم “دوچرخه کرایهای” از سالها پیش آشنا هستیم. دوچرخه هایی که در بعضی از پارکهای جنگلی به صورت ساعتی و با گرو گذاشتن مدارک شناسایی قابل کرایه هستند. این دوچرخه ها جهت سواری در مسیرهای دوچرخه سواری این پارکها در نظر گرفته شده اند و طبق قوانینی که بر آن‌ها حاکم است قابلیت خروج از محدوده پارک را ندارند. همینطور به یاد داریم همین چند سال پیش بود که شهرداری تهران کیوسکهای کرایه دوچرخه را در سطح شهر نصب کرد و دوچرخه‌هایی را جهت کرایه به شهروندان فراهم کرد. قوانین کرایه ساده و مشابه قوانین پارکهای تفریحی بود. لازم بود تا شما مدارک شناسایی را به یکی از این کیوسکها ارائه داده و پس از احراز هویت و تهیه کارت اشتراک سالانه، که رایگان نیز بود، میتوانستید از هر کدام از این کیوسکها دوچرخهای تحویل بگیرید. هنگامی که شما دوچرخه ای را تحویل میگرفتید موظف بودید تا پیش از ساعت مشخصی در روز که ساعت پایان کار این کیوسکها بودند دوچرخه خود را به کیوسک دیگری تحویل بدهید در غیر این صورت جریمه ای برای شما در نظر گرفته میشد.